# أنطونيو أوروزكو
أنطونيو أوروزكو (بالإسبانية: Antonio Orozco)‏ هو مغني وشخصية أعمال وكاتب أغاني وملحن إسباني، ولد في 23 نوفمبر 1972 في برشلونة في إسبانيا.

## وصلات خارجية
- الموقع الرسمي
- أنطونيو أوروزكو على موقع IMDb (الإنجليزية)
- أنطونيو أوروزكو على موقع ميوزك برينز (الإنجليزية)
- أنطونيو أوروزكو على موقع أول ميوزيك (الإنجليزية)
- أنطونيو أوروزكو على موقع ديسكوغز (الإنجليزية)
- أنطونيو أوروزكو على موقع قاعدة بيانات الفيلم (الإنجليزية)